# Charles Mengin

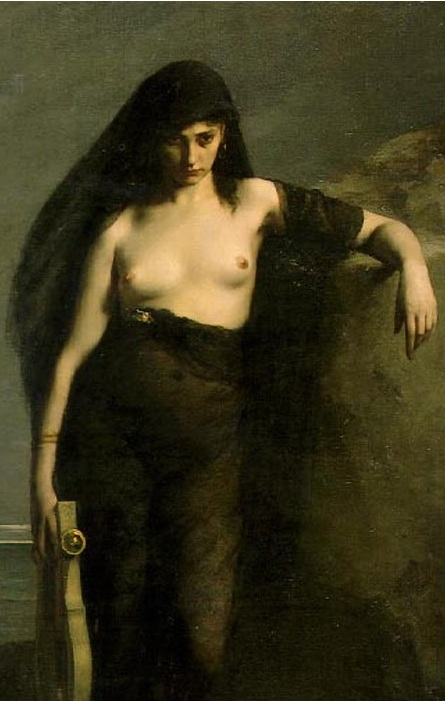
Saffo

Charles-Auguste Mengin (Parigi, 5 luglio 1853 – Parigi, 3 aprile 1933) è stato un pittore e scultore francese.

## Biografia
Figlio d'arte, essendo il padre Auguste Charles Victor Mengin uno scultore, aveva un fratello gemello di nome Paul Eugène.
Artista pienamente appartenente alla scuola accademica, Mengin fu allievo di Gecker, di Paul Baudry, Alexandre Cabanel e dello scultore Aimé Millet, presso la Scuola di Belle arti di Parigi, nelle sezioni di pittura e scultura.

Espose al Salon dal 1876 al 1927.

Gli fu assegnata una medaglia di 3ª classe al Salon del 1876 (il suo esordio), nonché una medaglia d'argento all'Esposizione Universale del 1900.
Nacque, visse e morì a Parigi nel 1933 a ottant'anni.

## Opere principali
- 1870 - "Ritratto di Claude Bernard"
- 1877 - "Saffo", Manchester Art Gallery, Manchester, Regno Unito.
- 1879 - "Diana che riposa",[5] Museo Condé.
- 1879 - "Venere gioca con Amore",[5] Museo Condé.
- 1883 - "Danae".
- 1890 - "Meditazione", Sala Consiliare del Municipio di Ferrières-en-Brie[6]
- 1890 - "Meditazione", Museo di Dinan.
- 1891 - "Ritratto di Jacques Baudry".[7]
- 1905-1913 - Decorazioni interne della Prefettura della Haute-Vienne a Limoges.[8]
- ND - "L'Arlesiana", Sala Consiliare del Municipio di Ferrières-en-Brie.
- ND - "Fienatrice" o "Falciatrice", Museo di Soissons.
- ND - "Sogno", Musée d'Orsay.
- ND - Lavori al Municipio di Choisy-le-Roi.[9]
- ND - "Ritratto del pittore Brillaud", Museo di Belle arti di Nantes.